# Geikielite
La geikielite è un minerale appartenente al gruppo dell'ilmenite.